# Emydovití
Emydovití (Emydidae) jsou čeledí nadčeledi Testudinoidea čítající asi 50 druhů želv v 10 rodech.

## Charakteristika
Karapax většiny emydovitých má tvar nízkého oblouku, i když u některých druhů je spíše klenutý. Karapax může mít jednu nebo dvě vyvýšeniny (kýl), který jde od přední strany k zadní části krunýře. Plastron má velké dno. Některé druhy mají pohyblivý kloub, který odděluje hrudní a břišní štítky. Lebku mají malou. Končetiny mají přizpůsobeny k plavání.
Stravovací návyky jsou v rozsahu od výhradně masožravých až po striktně býložravé. Masožravci se živí kroužkovci, korýši a rybami. U několika druhů, jsou mláďata masožravá, ale dospělci všežraví. Drobní savci, zejména mývalové, jsou zodpovědní za zničení mnoha hnízd emydovitých. Příslušníci všech tříd obratlovců se živí vejci a mláďaty želv. Aligátoři představují riziko pro dospělé jedince z několika druhů.
Znalost reprodukčního chování se pohybuje od velmi podrobných, dlouhodobých studií (např. želva ozdobná - Chrysemys picta v Michiganu) k naprostému nedostatku informací. U mnoha druhů se pohlavní dimorfismus projevuje protáhlými drápy nebo vypouklým plastronem u samců. Delší drápy jsou používány při běžných námluvách ve kterých samec čelí samici. Vypouklý plastron umožňuje připojit samce k samici u druhů s více klenutým karapaxem (např. rod Terrapene). Reprodukce je v ročním cyklu, mohou klást vejce vícekrát v jedné sezóně. Velikost snůšky je velmi variabilní, od pouhých dvou k více než 30 vejcím.

## Systém a evoluce
Emydovití jsou nejvíce příbuzné s želvovitými (Testudinidae) a jsou spolu pod nadčeledí Testudinoidea. Ke společným vlastnostem patří nedostatek okrajových štítků na krunýři, tvar a svalové upevnění kyčelních kostí a tvar osmého obratle (oboustranně vypouklý). V rámci Emydidae jsou dvě podčeledi Deirochelyinae a Emydinae. Emydidae, jak je známe dnes, obsahují druhy nového světa (s výjimkou rodu Emys), zatímco bývalý Batagurinae, dnes samostatná čeleď Bataguridae obsahuje druhy starého světa (s výjimkou rodu Rhinoclemmys).
Emydovití jsou početně zastoupeni ve fosilních nálezech. Gyremys sectabilis a Clemmys backmani jsou severoamerické druhy, které se datují od pozdní křídy a paleocénu a jsou to dva nejstarší fosilní druhy této čeledi.
- Podčeleď Emydinae
  - Rod Clemmys
  - Rod Emys
  - Rod Glyptemys
  - Rod Terrapene
- Podčeleď Deirochelyinae
  - Rod Chrysemys
  - Rod Deirochelys
  - Rod Graptemys
  - Rod Malaclemys
  - Rod Pseudemys
  - Rod Trachemys